# Off With Their Heads (гурт)
Off With Their Heads  — американський панк-рок-гурт заснований у 2002 році у місті Міннеаполіс, Міннесота, США. З моменту свого заснування склад гурту постійно змінювався, оскільки учасники часто гастролюють з іншими гуртами. Вокаліст/гітарист Райан Янг зазначив, що наявність різних музикантів допомагає підтримувати гурт «свіжим». Хоча з 2013 року склад залишається більш стабільним.

## Історія
10 вересня 2008 Off With The Heads самостійно випустили кліп на «Fuck This, I'm Out»
Наприкінці 2009 року гурт був потрапив в список журналу Beyond Race 50 Emerging Artists на 11 позиції.
У лютому 2010 року було оголошено, що Off With The Heads підписали контракт із Epitaph Records, а новий запис має вийти 1 червня того ж року.
Після того, як Райан Янг зазнав нервового зриву, гурт припинив канадський тур із The Flatliners наприкінці 2013 року. Вони взяли перерву від гастролей і протягом 2014 року грали лише епізодичні шоу, пізніше відновили тур в 2015 році. 
У 2016 році Райан Янг та Полідорос розпочали акустичний тур на підтримку свого акустичного альбому «Won't be Missed».
У серпні 2019 року гурт випустив свій четвертий повноформатний альбом «Be Good», після чого відбувся загальнонаціональний тур, багато концертів було скасовано через пандемію Covid-19 у 2020 році. У травні 2020 року група оголосила, що через пандемію вони більше не будуть виступати з концертами у 2020 році. В травні 2020 року гурт випустив свій другий акустичний альбом «Character», в якому представлені старі та нові пісні Off With The Heads, а також кавери, виконані новим складом OWTH. 

### Склад гурту
Незважаючи на те, що склад ніколи не був стабільним, крім Раяна Янга, до складу гурту також входив Джастін Френсіс протягом більшої частини своєї історії. Хоча в кінцевому підсумку Френсіс припинив гастролі з OWTH, він продовжував писати та записувати пісні як ударник гурту і грав у кожному альбомі Off With The Heads до «Home» 2013 року. Подібним чином, Зак Гонтард (який приєднався в 2006 році) більше не гастролював з гуртом, він залишався їх гітаристом (і бек-вокалістом) для запису до 2013 року. «Be Good» 2019 року - це перший альбом, в якому вони не брали участі. Поточним гітаристом OWTH (з 2013 року) є Джон Полідорос, ударником (з 2018 року) є Кайл Меннінг. Нейт Гангельгофф був бас-гітаристом для запису «Hospitals» альбому «In Desolation», але його замінив гастрольний басист Роббі Свортвуд, коли гурт записав альбом «Home» у 2013 році. 

### Anxious and Angry
У березні 2014 року Райан Янг запустив подкаст та інтернет-магазин роздрібної торгівлі під назвою «Anxious and Angry». Подкаст, як правило, складається з інтерв’ю з музикантами, письменниками, гумористами та іншими, а також відповідей на запитання шанувальників. Загальною темою подкасту є психічне здоров'я, хоча інтерв'ю часто містять інформацію, історії та історію про гостя. Інтернет-магазин роздрібної торгівлі Anxious and Angry пропонує музику, одяг, предмети мистецтва та інші предмети від Off With The Heads, а також кількох інших виконавців. Він також є ексклюзивним дистриб'ютором тривожних і злих «флексі-синглів». Сайт отримав свою назву від лірики пісні гурту «Nightlife».

## Релізи

### Студійні альбоми
- From the Bottom (2008)
- In Desolation (2010)
- Home (2013)
- Won't Be Missed (2016)
- Be Good (2019)[7]
- Character (2020)
- Password Is the Password (2020)[8]

### Міні-альбоми та сингли
- Fine Tuning The Bender 7» (2003)
- To Hell With This and All Of You 7" (2004)
- Hospitals (2006)
- High Fives for The Rapture 7" (2006)
- Art Of The Underground Single Series 7" (2006)
- Trying to Breathe 7" (2010)
- I Will Follow You (shaped picture disc) (2010)

### Флексі-сингли
- Harsh Realm (Laura Jane Grace cover) red Flexi-Disc single (2014)
- Communist Daughter (Neutral Milk Hotel cover) blue Flexi-Disc single (2014)
- On The Attack (Langhorne Slim and the Law cover) white Flexi-Disc single (2015)
- Sorrow (Bad Religion cover) black Flexi-Disc single (2015)
- Broken Songs (Jim Ward cover) green Flexi-Disc single (2016)
- Theme Song (Acoustic) green Flexi-Disc single (2016)
- Wonder Beer (Naked Raygun Cover Featuring Deadaires) (2017)
- Straight to Hell (Hank III cover) yellow Flexi-Disc single (2018)
- Why Do We (Samiam cover) picture blue Flexi-disc single (2018)
- Stay With Me (The Dictators cover) picture black Flexi-disc single (2019)

### Концертні альбоми
- Insubordination Fest 2008 CD/DVD (2008)
- Live At The Atlantic Series: Vol. Two 7" (2009)
- Jump Start Records Live: Volume 4 (Digital Download) (2011)
- Live From The Rock Room (Vinyl Exclusive) (2018)
- Don't tell me how to (Live) (Digital Download) (2020)

### Спільні альбоми
- J Church Split 7" («Grin and Bear It») (2006)
- Blotto Split 7" (2007)
- Practice Split 7" (2007)
- Four Letter Word Split 7" («One For the Road») (2007)
- Dear Landlord Split 7" (2007)
- Dukes Of Hillsborough Split 7" (2007)
- The Measure [SA] Split 7" (2007)
- Tiltwheel Split 7" (2007)
- Small Pool Records 4 Way Split Series Vol. 1 12" (2007)
- Under The Influence Lemuria split 7" (2009)
- Detournement Split 7" (2010)
- No Friends Split 6" (2010)
- Riverboat Gamblers and Dead to Me Split 7" (2011)
- Discharge Split 7" (2012)
- Morning Glory Split 7" (2013)
- Crusades Split Flexi-Disc (2017)

### Збірки
- All Things Move Toward Their End (Compilation of split 7" tracks and compilation appearances.)

### Участь в інших збірках
- «S.O.S.» Twin Cities Hardcore: Bring It Together (2006)
- «Goddamn Job» We'll Inherit The Earth…A Tribute To The Replacements (2006)
- «Please Don't Call The Cops On Me» and «Big Mouth» Art Of The Underground Single Series Volume:2 (2006)
- «I May Be A Lot Of Shitty Things, But At Least I'm Not A Rapist Like You», «My Everyday Life», and «Die Young» The 4-Way Split Series Chapter One (2007)
- «Idiot» My Life In A Jugular Vein (2007)
- «I Am You» No Idea Presents: Fest 7 (2008)
- «Headlights…Ditch!» Let Them Know (2009)
- «I Am You» Skate Rock Vol. 1 (2009)
- «Go On Git Now» Husk! Husk! Twin Cities Scene Comp (2009)
- «Hard To Admit» (Recorded Live At The Atlantic No Idea Presents: Fest 8 (2009)
- "«I Am You» Punk Rock Pot Luck Vol. #2 Punk Rock Review (2009)
- «Scarred By Love» Four Score And Four Shitty Label Compilations Ago… (2009)
- "NicFit "My America: A Tribute To Quincy Punx To Benefit The West Memphis Three (2010)
- «Next In Line» Untitled 21: A juvenile Tribute To Swingin' Utters (2010)
- «Rikki Rae» Terminal Decay (2012)
- «Nightlife» Rock Sound 100 % Vol. #17 (2013)
- «Nightlife» Groezrock '15 Sampler (2015)

### Музичні відео
- Fuck This, I'm Out (2008)
- Keep Falling Down (2009)
- Drive (2010)
- Clear the Air (2011)
- Nightlife (2013)
- Seek Advice Elsewhere (2013)
- Start Walking (2013)
- Don't Make Me Go (2013)
- Disappear (2019)